# Emoia kitcheneri
Emoia kitcheneri este o specie de șopârle din genul Emoia, familia Scincidae, descrisă de How, Durrant, Smith și Saleh 1998. Conform Catalogue of Life specia Emoia kitcheneri nu are subspecii cunoscute.